# بيتر نيومان (صحفي)
بيتر نيومان (بالألمانية: Peter R. Neumann)‏ هو صحفي ألماني، ولد في 4 ديسمبر 1974 في فورتسبورغ في ألمانيا.

## وصلات خارجية
- بيتر نيومان على موقع IMDb (الإنجليزية)